# Алани
Алани су били група номадских скитско-сарматских племена, а говорили су језиком који је припадао источноиранској језичкој групи. Сматра се да су директни потомци Алана данашњи Осети на Кавказу. Аланима су посебно блиски били Роксолани, који су се у 1. веку п. н. е. населили на Дунаву. Као племенски савез, Алани су опстали много дуже од Сармата, па су током времена дошли под утицај разних култура. Од 2. века п. н. е. настањивали су североисточну обалу Каспијског мора одакле су продрли у степе јужне Русије, између Волге и Дона.
Савремени историчари повезују Алане са централноазијским Јанкајима из кинеских извора и са Аорсима из римских извора. Пошто су мигрирали на запад и постали доминантни међу Сарматима у Понтско-каспијској степи, Алани се помињу у римским изворима у 1. веку. У то време они су населили регион северно од Црног мора и често су вршили рације на Партско царство и кавкаске провинције Римског царства. Од 215. до 250. године Готи су сломили њихову моћ на Понтској степи.

## Име
На грчком језику називани су Аланои, а на латинском Alani или Halani. Назив вероватно води порекло од речи Al („велики, снажни, божански”) и персијског суфикса који означава порекло, а могуће и од староперсијског имена Aryan (Осети, данашњи потомци Алана на Кавказу себе називају именом Ирон).
Други назив који је употребљаван за Алане био је Јаси (на мађарском Jász, на руском Ясы [Yasy], на грузијском Osi). Сматра се да је из овог имена настало и модерно име Осета.

## Историја

### Рана историја
По кинеским хроникама 44. п. н. е. одбегли кнез Хсиунг-нуа, Чи-Чи, настанио се на обалама Чуа и околним племенима, међу којима су били и Ан-цаји (Алани?), наметнуо плаћање данка. После његовог убиства 35. п. н. е. и сталних упада кинеске војске, велики део Алана се преселио на северне обронке Кавказа, док су се преостали стопили са народом Канг-ки из оближње персијске сатрапије Согдије.
До почетка 1. века, Алани су заузели земље северно од Азовског мора и дуж реке Дон, а од краја 1. до друге половине 4. века, имали су врховну власт над моћном конфедерацијом сарматских племена.
У 1. веку нове ере Алани са обронака Кавказа упадају у Партију, Медију, Јерменију и остале делове Мале Азије, док их 137. године у Кападокији није поразио римски војсковођа и потоњи историчар Аријан из Никомедије. После тога многи Алани ступају у римску службу и бивају насељени у Галији и Британији.
Кинески извори из 3. и 5. века нове ере помињу између Каспијског и Црног мора краљевину Yancai која је променила име у краљевина Alanliao и која је била у вазалном односу према држави Kangju (Согдијани). Забележено је да су одећа и начин живота становника државе Alanliao били исти као становника Согдијане.
Римски историчар Амијан Марцелин из 4. века сматрао је Алане потомцима Масагета, а забележио је да су Алани људи „плаве косе, великог раста и лепоте”.

### Сеобе на запад
Део Алана 374. године поражавају и себи потчињавају Хуни, док се други део придружује Готима и учествује у победи над царем Валенсом 378. код Адријанопоља. Највећи део ових Алана одлази 406. на запад и прикључује се Вандалима и Свевима, са којима прелазе Рајну и освајају римску Галију.
409. године, Алани, заједно за Вандалима и Свевима, одлазе у Хиспанију где се насељавају у провинцији Лузитанији. 418. године, алански краљ је убијен у борби са Визиготима, тако да Алани траже од вандалског краља Гундериха да прихвати аланску круну, што је овај и учинио, па се од тог времена вандалски краљеви називају Rex Vandalorum et Alanorum (Краљеви Вандала и Алана).
429. године, већи део Алана из Хиспаније, заједно са Вандалима, прелази у северну Африку, где оснива Вандалско-Аланску краљевину. Ову краљевину је 534. године уништила и освојила Византија.
По некима је још у 14. и 15. веку на Криму постојала кримоготско-аланска кнежевина Феодосија.

### Аланија на Кавказу
Део Алана остао је да живи на Кавказу под влашћу Хуна. Из каснијих времена имамо извештаје о учешћу аланских коњаника у византијској војсци — остаје непознаница да ли су и у којој мери они учествовали у стварању прве руске кнежевине у Кијеву која је обухватала и територије настањене Аланима. Тек у 9. веку имамо извештаје о постојању аланске краљевине на Кавказу, коју су христијанизовали византијски мисионари.
Престоница аланске краљевине био је град Магас, а алански краљеви имали су велику моћ и међународни углед. Највећу моћ Аланија је достигла у време краља Дургулела у једанаестом веку, кога стране хронике из тог времена називају Дургулел Велики. У 13. веку, Аланију су уништили Монголски освајачи. Алани су се из својих утврђених и скривених упоришта срчано бранили од њихових напада. Отпор је потрајао неколико десетлећа и Алани су били коначно покорени тек 1277/8. године, када је Менгке-Темур заузео њихову главну тврђаву Дедјаков (вероватно Вјерхњи Џулат у данашњој Северној Осетији).
Потомци Алана су током времена постали познати под именом Осети, а у 20. веку, у време постојања Совјетског Савеза, Осети су од стране совјетских власти добили две аутономне територије: Северну Осетију и Јужну Осетију.

### Алани у Мађарској
После упада Монгола и пропасти аланског краљевства, неколико хиљада Алана се у 13. веку заједно са око 40.000 Кумана преселило у Угарску и населило у области Јасшаг или Јазигија (данашња жупанија Jász-Nagykun-Szolnok (Јас-Велика Куманија-Солнок) у Мађарској), где су се временом стопили са Мађарима, а били су познати под именом Јаси или Јази (старосрпски назив за Осете). Њихови потомци се данас сматрају етничком групом Мађара, али је међу њима сачувана и свест о јашком пореклу.

## Култура
Алани су били добри јахачи и живели су полуномадским стилом живота. Имали су стада крава, коза, оваца и коња и боравили су у јуртама или на колима. Од хране радо су јели млечне производе (јогурт и кефир) и месо.
Типична за аланску уметност је грнчарија са сликама животиња у скитско-сарматском стилу, које касније налазимо и међу Германима, посебно Готима, али и у меровиншкој Франачкој.
Алански ратници су имали лукове исте као и Скити, сарматски дуги двосекли мач, каму и копље. За разлику од осталих сарматских племена Алани су најрадије у бој ишли као лаки копљаници на коњима. Омиљена тактика им је била, слично као и код других степских народа, да одглуме бекство, па да затим изненада крену у контранапад. За разлику од Сармата код Алана не наилазимо на жене ратнике.

## Алански владари
Кавказ:
- Кулук, краљ Алана у 1. веку.
- Сародиус, краљ Алана у 6. веку.
- Дургулел, краљ Алана у 11. веку.

Галија:
- Респендиал, краљ Алана у западној Европи 406. године, у време освајања Галије.
- Гоар, краљ Алана у Галији у 5. веку.
- Сангибан, краљ Алана у Галији 451. године.

Хиспанија:
- Атацес, краљ Алана у Хиспанији 418. године.
- Гундерих, краљ Вандала и Алана у Хиспанији до 428. године.

Северна Африка:
- Гејсерих, краљ Вандала и Алана у северној Африци 428–477. године.
- Хунерих, краљ Вандала и Алана у северној Африци 477–484. године.
- Гунтамунд, краљ Вандала и Алана у северној Африци 484–496. године.
- Трасамунд, краљ Вандала и Алана у северној Африци 496–523. године.
- Хилдерих, краљ Вандала и Алана у северној Африци 523–530. године.
- Гелимер, краљ Вандала и Алана у северној Африци 530–534. године.

## Наслеђе Алана
Неки истраживачи порекла Срба и Хрвата сматрају да су Срби и Хрвати такође били аланска племена. Према овим тврдњама, Срби и Хрвати су првобитно живели у аланској постојбини северно од Кавказа, одакле су се у време хунске најезде преселили у средњу Европу, где су се временом стопили са Словенима, којима су оставили своје име (За више информација видети чланке: Иранска теорија о пореклу Срба и Иранска теорија о пореклу Хрвата).
Имена као што су Alan, Alain, Alanus, Alanis, презиме FitzAlan као и имена насеља (Allainville или Allaincourt) још и данас сведоче о некадашњем присуству Алана у западној Европи, посебно у Британији и Француској. Спорно је порекло имена шпанске провинције Каталоније, за коју неки сматрају да је готско-аланско. На Кавказу постоји пролаз са именом Даријал, од персијских речи dar-i Alan, што значи „капија Алана”. Овуда је овај номадски народ често пролазио на својим пљачкашким походима.
И пољски назив за лаку коњицу, улани, вероватно потиче од Алана, лаких и брзих копљаника.
По неким историчарима и име Рус потиче од аланског удеоног племена Рукс-аса, или од сарматског племена Роксолана, сродног Аланима. У оба назива се крије стара северноиранска реч раокшна, што би значило „бело” или „светло”. Слично значење има, међутим, и старословенска реч русиј, тако да ова теорија није наишла на велику подршку у научним круговима.